# 奈潔拉·勞森
奈潔拉·露西·勞森（英語：Nigella Lucy Lawson，1960年1月6日—）是一名英國美食作家、記者和電視節目主持人。

## 生平
她是前財政大臣尼格爾·勞森的女兒，母親凡妮莎·薩蒙則來自約瑟夫·里昂食品公司（J. Lyons & Co.）企業家族。自牛津大學瑪嘉烈夫人學堂畢業後，勞森從事書評家和餐廳評論家的工作，並在1986年當上《星期日泰晤士報》文學副編輯。她隨後開始她的自由記者生涯，為眾多報章雜誌撰稿。1998年，勞森出版她的第一本烹飪書《How to Eat》，旋即暢銷30萬本。2000年，她推出第二本著作《How to be a Domestic Goddess》，獲得英國書卷獎年度作家殊榮。2015年，她将为英国在欧洲歌唱大赛上播报英国的投票结果。

## 外部連結
- 官方網站（页面存档备份，存于）
- 奈潔拉·勞森在互联网电影资料库（IMDb）上的資料（英文）
- BBC在線上的簡介（页面存档备份，存于）
- 《美食真諦》官方網站（页面存档备份，存于）
- 《奈潔拉的聖誕節廚房》官方網站（页面存档备份，存于）